# نسبت پی‌ای‌جی
نسبت پی‌ای‌جی، (به انگلیسی: PEG ratio) نسبت قیمت به درآمد به نرخ رشد، نسبتی است، که برای تعیین ارزش سود هر سهم، تا زمانی که نرخ رشد سود سهام شرکت، در نظر گرفته شود؛ مورد استفاده قرار می‌گیرد.
نسبت پی‌ای‌جی به صورت زیر محاسبه می‌گردد:
{\displaystyle {\mbox{PEG Ratio}}\,=\,{\frac {\mbox{Price/Earnings}}{\mbox{Annual EPS Growth}}}}
نسبت پی‌ای‌جی به صورت وسیعی برای یافتن پتانسیل‌های قیمتی سهام، استفاده می‌شود و این نسبت توسط بسیاری از تحلیل‌گران، به نسبت قیمت به درآمد، ترجیح داده می‌شود. دلیل این برتری این است که در نسبت پی‌ای‌جی نرخ رشد سود شرکت، به عنوان یک عامل اساسی در نظر گرفته می‌شود.
همانند نسبت پی به‌ای؛ پایین بودن این نسبت می‌تواند، نشانه‌ای از این باشد، که شرکت زیر ارزش ذاتی می‌باشد و بالا بودن آن، نشانه‌ای از بالاتر بودن نسبت، به ارزش ذاتی می‌باشد.
این نسبت در حالی که در کنار سایر نسبت‌های مالی می‌تواند دید کامل‌تری به تحلیل‌گر بدهد، بهتر است با نسبت‌های پی‌ای‌جی سایر شرکت‌های هم صنعت نیز، برای مقایسه انتظارات، مقایسه شود.
اگر این نسبت برابر ۱ باشد، به این معناست که انتظارات بازار به سهام مورد نظر، با توجه به نرخ رشد شرکت، لحاظ شده و نسبت پی‌ای‌جی کمتر از ۱ می‌تواند؛ بیان‌گر این اصل باشد، که معامله‌گران، ارزشمند بودن سهم را، به درستی ارزیابی نکردند، یا با توجه به رشد سود سهم، نسبت به آینده سودآوری شرکت، امیدوار نیستند.
به همین صورت نسبت پی‌ای‌جی بزرگتر از ۱ می‌تواند بیان‌گر این اصل باشد، که شرکت مورد نظر، بالاتر از ارزش ذاتی در حال معامله است، یا معامله‌گران نسبت به وضعیت سودآوری سهم، بسیار امیدوار هستند.